# Kotoriba
Kotoriba  è un comune della Croazia di 3 333 abitanti della Regione del Međimurje.